# باول إل. ديفيز
باول إل. ديفيز (بالإنجليزية: Paul L. Davies)‏ هو عالم قانوني بريطاني، ولد في 24 سبتمبر 1944.